# Non-food

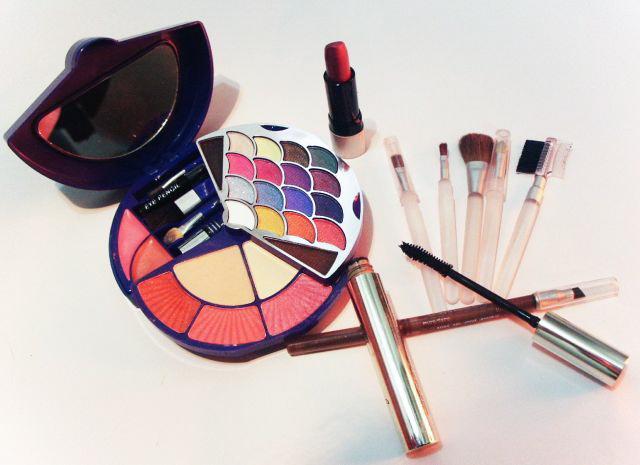
Cosmetica is een voorbeeld van non-food

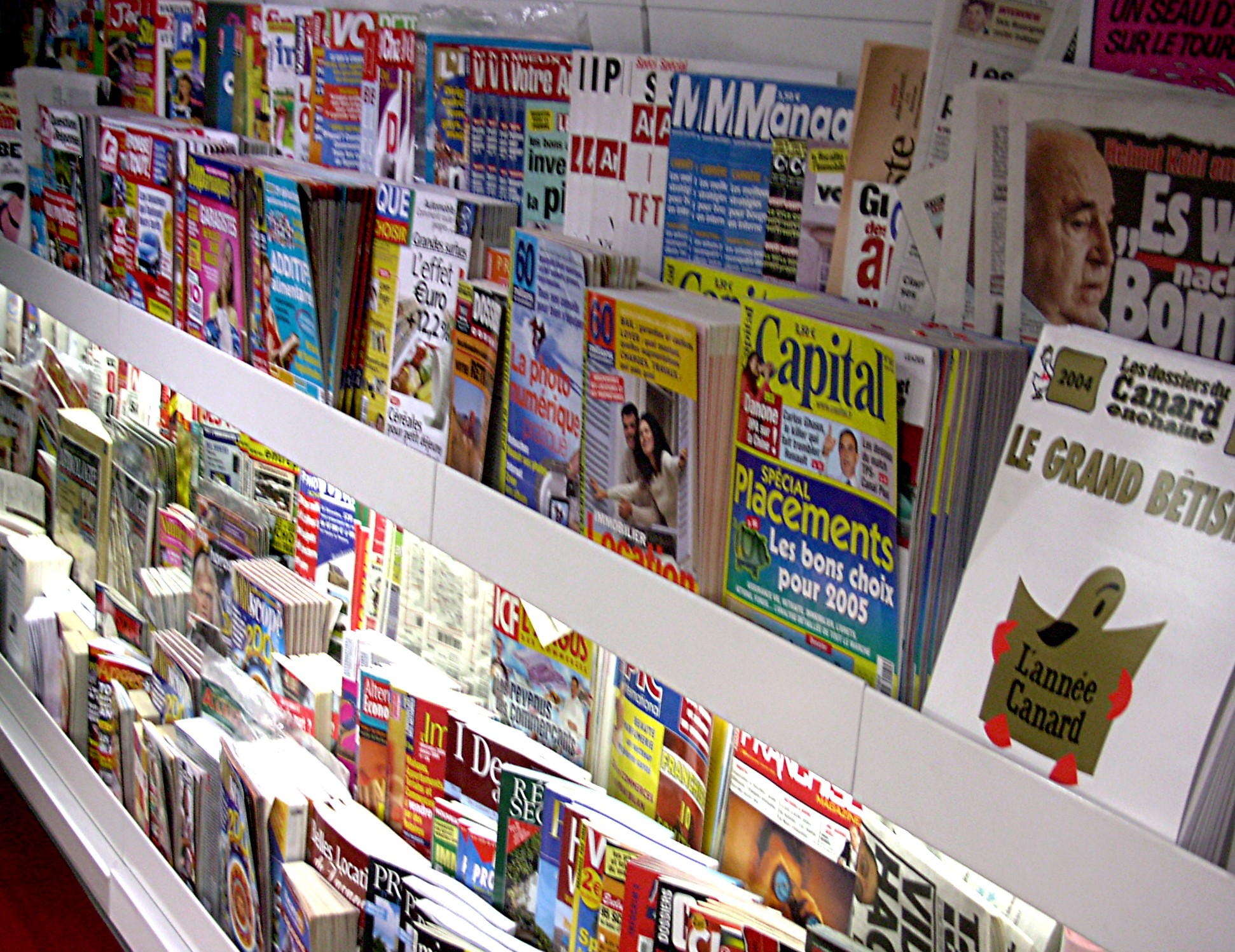
Tijdschriften zijn non-foodproducten

Non-food is de aanduiding voor producten in supermarkten die niet eetbaar of drinkbaar zijn. Het begrip komt uit het Engels en betekent letterlijk "geen voedsel". Voorbeelden van non-foodproducten zijn aanstekers, tijdschriften, waspoeder, cosmetica-artikelen en planten.
De producten vragen ten opzichte van levensmiddelen bij een aantal aspecten om een andere aanpak: logistiek, magazijninrichting en verkoopopstelling. Zo zijn de producten vaak groter, moeten ze anders worden vervoerd en nemen ze veel ruimte in beslag in de winkels. De winstmarge op non-food ligt vaak hoger dan op eten en drinken.
Supermarkten nemen tegenwoordig steeds meer non-foodproducten op in hun assortiment, dat overigens wekelijks verandert. Door deze producten via acties te verkopen, kunnen de supermarkten concurreren met speciaalzaken en warenhuizen. Aldi, Dirk en Lidl zijn discounters van het eerste uur, die bekendstaan om de verkoop van non-foodproducten via acties.
Albert Heijn probeert via haar winkelformule AH XL de verkoop van non-foodproducten te vergroten.